# Ecnomus tenellus
Ecnomus tenellus is een schietmot uit de familie Ecnomidae. De soort komt voor in het Oriëntaals en het Palearctisch gebied.